# Vorderthal
Vorderthal é uma comuna da Suíça, no Cantão Schwyz, com cerca de 1.018 habitantes. Estende-se por uma área de 28,12 km², de densidade populacional de 36 hab/km². Confina com as seguintes comunas: Altendorf, Einsiedeln, Galgenen, Innerthal, Schübelbach.
A língua oficial nesta comuna é o Alemão.

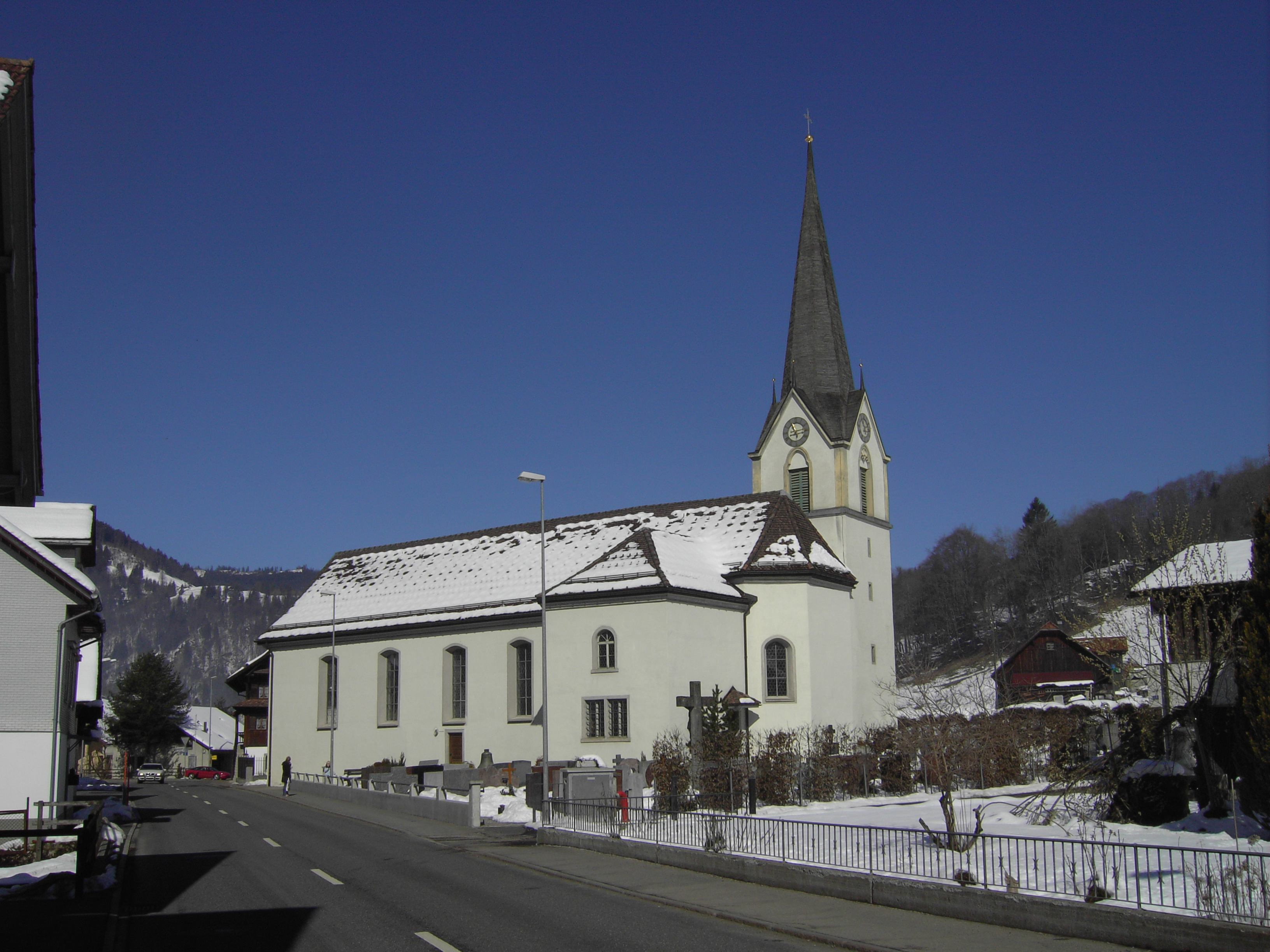
Igreja matriz de Vorderthal.